# Lida Bond
Lida Bond (30 juli 1952) is een Nederlands voormalig zangeres. Ze is vooral bekend geworden als zangeres bij de George Baker Selection tussen 1974 en 1978.

## Biografie
Bond begon haar carrière bij de groep Q-Tips samen met Jan Keizer en Piet Keizer. Nadat de groep in 1971 uit elkaar viel, maakte ze in 1974 de overstap naar de George Baker Selection. Hierin zong ze totdat ook die groep in 1978 uit elkaar viel. Sindsdien is ze nooit meer in de publiciteit geweest.